# لایون
لایون (به ایتالیایی: Laion) یک منطقهٔ مسکونی در ایتالیا است که در تیرول جنوبی واقع شده‌است.

## خصوصیات
لایون ۳۷ کیلومترمربع مساحت و ۲٬۶۱۰ نفر جمعیت دارد و ۱٬۰۹۳ متر بالاتر از سطح دریا واقع شده‌است.